# Kljunčica
Kljunčica (lat. Capros aper) je morska riba iz porodice Kljunčica (Caproidae). Ova riba je jedini primjerak iz svoga roda.

## Opis
Kljunčica je sitna ribica koja obično naraste do 13 (16) cm, a najviše do 30 cm dužine i do 85 g težine, pri tome je ženka veća od mužjaka. Kljunčica ima spljošteno romboidalno tijelo, velike oči, izduženu vilicu s ustima koja se izbacuju i izbačena tvore cjevčicu. Boje je crvenkasto narančaste ponekad s tri šire tamne trake, jedna iza očiju, jedna po sredini tijela a jedna otraga do samog repa. Tijelo je prekriveno malim grubim ljuskama. Tijekom sezone parenja ima vrlo naglašeno spolno dvoličje. Mužjaci imaju po tijerlu veći broj narančastih sinusoida, a peraje postaju crvene, dok je ženka narančasta s malo tamnijim pojasom u sredini tijela i srebrnkastim trbuhom. Hrani se račićima, posebno veslonošcima i misidima, a također crvićima i školjkama. Živi najčešće iznad pjeskovitog ili muljevitog dna ali i poviše kamenitog i koraljnog, na dubinama od 40 do 700. Formira plove koje lebde nad dnom.

## Razmnožavanje
Razmnožava se krajem proljeća i tijekom ljeta, .

## Ribolov i upotreba
Zbog male veličine, kljunčica nije zanimljiva u komercijalnom ribolovu kao ni u gastronomiji. Lovi se rijetko, većinom na udicu prilikom lova na druge pridnene vrste. 

## Rasprostranjenost
Kljunčicu se može pronaći u istočnom dijelu Atlantika, od zapadne Norveške i Švedske pa južno sve do Senegala. Rasprostranjena je i na cijelom Mediteranu, posebno na zapadnom dijelu.

## Poveznice
|  | Zajednički poslužitelj ima još gradiva o temi Kljunčica |
|  | Wikivrste imaju podatke o taksonu Kljunčica             |